# 筑西幹線道路
筑西幹線道路（ちくせいかんせんどうろ）とは、茨城県桜川市にある北関東自動車道と国道50号桜川筑西インターチェンジ（IC）から、古河市南西部に計画されている南古河駅（仮称）付近の国道4号古河バイパスまでを結ぶ都市間連絡機能を有する広域的な幹線道路である。

## 概要
北関東自動車道桜川筑西ICから古河市を結ぶ延長約44キロメートル (km) の広域幹線道路で、国道50号や茨城県道23号筑西三和線を軸に、通過する筑西市や八千代町などの既存市町道を活用して、国や茨城県、通過する市町がそれぞれ連携・協力して事業を分担しながら暫定2車線として整備を進めている。茨城県では、高速道路網を補完する重要な路線として、県の長期総合計画のグランドデザインに構想を示し、広域的な道路マスタープランである広域道路基本計画にも、桜川市・筑西市・結城市・古河市を連携強化し県西地域の骨格となる幹線道路として位置づけられる。
竹内藤男知事（当時）が発表した「県土60分構想」（県内主要都市間を60分で連絡する道路を整備する）に基づき、計画された道路であり、当初は往復4車線・完全立体交差での整備を目指したが、財政状況にかんがみ、事業費の圧縮のため既存の県道下館三和線（当時）の大部分と平成の大合併時に交付される合併特例債を活用する計画へ変更された。
2019年現在、国では桜川市内の国道50号4車線拡幅事業、筑西市は都市計画道路一本松茂田線、茨城県では（仮称）小貝川新橋や県道筑西三和線結城〜八千代バイパスの整備が進められている
。

### 路線データ
- 起点：茨城県桜川市鍬田（北関東自動車道桜川筑西IC）
- 終点：茨城県古河市茶屋新田/大堤（国道4号交点）
- 全長：約44 km
- 車線数：計画4車線、暫定2車線
- 筑西幹線道路を構成する道路
  - 国道50号（桜川筑西IC付近 - 筑西市蓮沼）
  - 都市計画道路 一本松・茂田線（筑西市茂田 - 同市一本松：約5.2 km）
  - 茨城県道23号筑西三和線（筑西市一本松 - ）
  - 古河市道（仮称）柳橋恩名線（古河市恩名 - 同市柳橋）

## 歴史
- 2001年（平成13年）：起点 - 新4号国道古河小山バイパスまでの概略ルート決定。
- 2005年（平成17年）8月8日：主要地方道筑西三和線関城バイパス全線開通[2]。
- 2006年（平成18年）1月：全線の概略ルートが決定。
- 2006年（平成18年）2月7日：鬼怒川大橋（新橋）起工。
- 2011年（平成23年）11月26日：鬼怒川大橋を含む1.1km区間が開通[5] 。
- 2013年（平成25年）3月29日：古河市道（仮称）柳橋恩名線の車道部（4車線）のみ暫定供用開始[6]
- 2016年（平成28年）3月29日：都市計画道路 一本松・茂田線の筑西大橋を含む、筑西市二木成 - 同市大塚の2.41km区間が開通[1]。
- 2021年（令和3年）3月22日 : 鬼怒川大橋（結城市山王） - 茨城県道20号結城坂東線（結城市粕礼）の3 kmが開通[7]。

## 路線状況

### 開通済み区間
- 筑西市道（筑西市蓮沼（国道50号交点） - 同市茂田）：約3.2km
- 都市計画道路 一本松・茂田線（筑西市道）
  - 筑西市茂田（茨城県道7号石岡筑西線交点） - 深見：0.74km、筑西市施工、暫定2車線[1]
  - 筑西市大塚（茨城県道14号筑西つくば線交点） - 筑西市西方 / 一本松（国道294号交点）：2.98km、筑西市・茨城県施工、暫定2車線[1]
- 関城バイパス - 4.28km（2005年8月8日全線開通）
- 鬼怒川大橋 - 1.1km（うち橋梁部624m）- 県施工（2011年11月26日開通）[5][8]
- 古河市道（仮称）柳橋恩名線（古河市柳橋（新4号国道） - 同市名崎（古河名崎工業団地））：約6.2km[6][9]

### 着工区間
- 桜川筑西IC付近：延長1.6km - 国施工
- 都市計画道路 一本松・茂田線：延長5.2km - 筑西市施工（筑西大橋は茨城県施工）
- 県道筑西三和線結城 - 八千代バイパス：延長6.0km - 茨城県施工

### 道路施設
- 筑西大橋（筑西市上川中子 - 東榎生）
小貝川と五行川合流点の小貝川下流域に架かる都市計画道路 一本松・茂田線上にある橋長204 m、3径間連続PC箱桁橋[1]。2016年3月29日に暫定2車線にて開通し、将来計画では4車線化に対応可能としている[4]。茨城県道14号筑西つくば線の道路橋として指定されている[10]。

## 地理

### 通過する自治体
- 茨城県
  - 桜川市 - 筑西市 - 結城市 - 結城郡八千代町 - 古河市

### 交差する道路
- 国道50号（起点 - 桜川市上野原地新田まで重複）
- 茨城県道45号つくば真岡線（筑西市門井）
- 国道50号（筑西市門井）
- 茨城県道7号石岡筑西線（筑西市茂田）
- 茨城県道14号筑西つくば線（筑西市大塚）
- 国道294号（筑西市一本松）
- 茨城県道15号結城下妻線（筑西市関本下・関本下交差点）
- 茨城県道233号山王下妻線（結城市山王）
- 茨城県道20号結城坂東線（結城市粕礼・粕礼北交差点）
- 国道125号（古河市尾崎）
- 茨城県道126号尾崎境線（古河市尾崎）
- 茨城県道17号結城野田線（古河市東山田・宿交差点）
- 新4号国道（古河小山バイパス）（古河市柳橋・柳橋北交差点）
- 茨城県道190号境間々田線（古河市下大野・下大野北交差点）
- 茨城県道250号古河総和線（古河市駒羽根）
- 国道354号（古河市磯部）
- 国道4号（古河バイパス）（古河市茶屋新田/大堤）